# Anthony Radziwill
Anthony Radziwill, geboren als Antoni Stanisław Albrecht Radziwiłł (* 4. August 1959 in Lausanne; † 10. August 1999 in New York City) war ein US-amerikanischer Filmemacher.
Ursprünglich lautete sein Vorname Antoni, den seine Eltern später jedoch in Anthony änderten. Radziwill kam drei Monate zu früh zur Welt und war der einzige Sohn des polnischstämmigen Prinzen Stanisław Albrecht Radziwiłł (* 21. Juli 1914 in Szpanów, Polen; † 27. Juli 1976 in London) aus dem Geschlecht der Radziwiłł und der US-Amerikanerin Lee Radziwill (* 1933 als Caroline Lee Bouvier; † 2019), welche die Schwester von Jacqueline Kennedy Onassis war. Die beiden hatten am 19. Mai 1959 geheiratet.
Er hatte eine jüngere Schwester, Anna Christina Radziwill (* 18. August 1960 in New York City) sowie einen älteren Halbbruder Jan Stanisław Albrycht Radziwiłł (* 8. August 1947). Letzterer war ein Sohn aus der zweiten Ehe seines Vaters mit Grace Kolin.
1974 ließen sich Radziwills Eltern scheiden.
1982 beendete er sein Studium an der Boston University und erhielt einen Bachelor als Fernsehjournalist. Seine Karriere begann bei NBC Sports als Filmproduzent.
Radziwill wurde zum Stiefsohn von Herbert Ross, den seine Mutter 1988 heiratete.
Ab 1989 arbeitete er bei den ABC News als Produzent für Prime Time Live. Zu dieser Zeit wurde bei ihm Hodenkrebs diagnostiziert, sodass er sterilisiert werden musste.
1990 erhielt Radziwill den Peabody Award für eine Recherche über die Rückkehr des Nationalsozialismus in den USA.
Er heiratete eine ehemalige Mitarbeiterin der American Broadcasting Company, Carole Di Falco, am 27. August 1994 auf Long Island.
Er war Trauzeuge, als sein Cousin John F. Kennedy jr. und Carolyn Bessette am 21. September 1996 heirateten.
Radziwill starb am 10. August 1999 in New York nach langer Krebserkrankung.

## Auszeichnungen
- Peabody Award 1990
- zwei Emmy-Nominierungen